# Mind Elevation
Mind Élévation est un album studio produit par un DJ trip hop et producteur, britannique du nom de Nightmares on Wax. Celui-ci est sorti en 2002 chez Warp Records au Royaume Uni, et atteint la 47e place dans les UK album charts. L'album reçu dans l'ensemble des avis favorable de la part des critiques, et atteint un score de 65% sur le site Metacritic.

## Liste des Titres
| No  | Titre                 | Durée |
| --- | --------------------- | ----- |
| 1.  | Mind Eye              | 7:05  |
| 2.  | Say-Say               | 4:39  |
| 3.  | Thinking of Omara     | 5:33  |
| 4.  | Date with Destiny     | 5:11  |
| 5.  | Bleu My Mind          | 3:50  |
| 6.  | Environment           | 3:54  |
| 7.  | Soul-Ho               | 1:45  |
| 8.  | Humble                | 3:22  |
| 9.  | 70s 80s               | 5:32  |
| 10. | Know My Name          | 4:33  |
| 11. | BBH (Bongo-Brk-Haven) | 6:10  |
| 12. | Mirrorball            | 1:16  |
| 13. | Thoughts              | 7:07  |

## Hit-parade
| Chart                                      | Peak position |
| ------------------------------------------ | ------------- |
| US Top Dance/Electronic Albums (Billboard) | 20            |
| UK Albums (OCC)                            | 47            |

## Liens Externes
- (en) « Mind Elevation » (liste des versions de l'œuvre musicale), sur Discogs